# Opsamates pauliani
Opsamates pauliani là một loài bọ cánh cứng trong họ Cerambycidae.